# جعران فرعوني
إن كنت تريد مقالة في علم الأحياء عن الخنفساء فاذهب إلى خنافس.

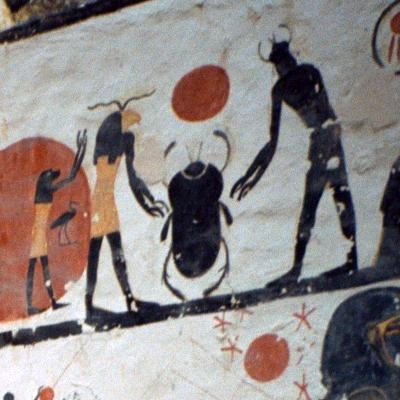
الجعران المصري من مقبرة 6 في وادي الملوك.

الجعران أو أبو الجعل هو فاينس سيراميكي أخضر اللون مشكل في شكل خنفسة الروث كان قدماء المصريون يصنعونها للزينة . يرجع شكل الجعران إلى حشرة سوداء من عاداتها تكوير الجيف والقاذورات والروث(الدمان) ووضع بيوضها فيها ودحرجتها أمامها وتجميعها في جحرها ثم لتقتات عليها تحفظ فيها بيضاتها . أطلق عليها قدماء المصريين اسم خِپـرِر . وعندما بدأ ظهور الكتابة استخدمت صورته لكتابة كلمة معقدة هي الفعل خبر بمعنى (يأتي إلى الوجود )، ثم صار بمعنى (يكون) أو (يصير).
ومن بين الصور الغريبة المحفوظة في وادي الملوك، خنفساء ضخمة سوداء تخرج من الرمل تسحب كرة متوهجة . ويفسر بلوتارخ هذا - دون أن يبتعد على ما يبدو عن التفسير المصري القديم - فيقول : (أما عن خنفساء الجعران فالمعتقد أنه ليس لها إناث وكل الجعارين ذكور، فتضع بذرتها في حبة من مادة تشكلها على هيئة كرة وتجرها وراءها وهي تدفعها بأرجلها الخلفية، محاكية بفعلها هذا مسيرة الشمس من الشرق إلى الغرب).
استعملت الجعارين المصرية في الأغراض العامة، فكانت أختاما كالأختام الأسطوانية وأزرار الأختام التي على صورة الحيوانات والخواتم الذهبية الضخمة، وإذا وضعت فصا لخاتم أو عقد أمكن أن تختم بها سدادات الأواني، والخطابات، والمزاليج ضد عبث اللصوص.
كما كانوا يحملونها كتمائم واقية من الشر، إذ كانوا يعتقدون أن تلك الحشرة تجدد نفسها بنفسها . شابه المصري القديم الذي كان يعبد إله الشمس رع بين تلك الخنفساء ذات الكرة، تكورها وتجرها خلفها، وتختفي بها في الرمال ثم تظهر وكأنها خلق جديد باحتفاء الشمس أثناء الليل وظهورها من جديد في الصباح . فكان المصري القديم يمثل رع في النهار بقرص الشمس، ويمثله في شكل الجعران في الليل (أنظر الصورة أعلاه).

## استخداماتها
وجدت في قبور قدماء المصريين أعداد كبيرة من الجعران من الفاينس وهو مادة سيراميكية لونها أخضر يميل إلى الأزرق، مكتوب عليها بالهيروغليفة إما للاستخدام كأختام أو لكتابة تعاويذ وطلاسم عليها . في عصرنا الحديث يكثر تزويرها وأنتجت منها آلاف صنعت سريعا غير متقنة، والنقوش التي عليها مكتوبة بطريقة رديئة وقد لا يكون لها معنى . وأصبح من الضروري الاستعانة بالخبراء لمعرفة الجعران الأصلي من الجعران الزائف .
وما زالت هذه البسيطة التي تباع في مناطق البحر المتوسط منذ العصور القديمة أكثر التذكرات المصرية شيوعا، ورغم العثور على الآلاف من الجعارين في الأكوام والمقابر فلا يزال التزييف على أشده لسد حاجة الطلبات الدائمة.

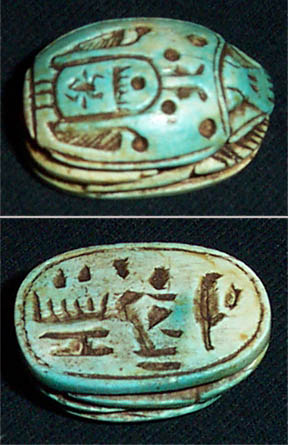
جعران تميمة ، 550 قبل الميلاد.

ويتراوح طول الجعارين المصنوعة من الحجر الصلب مثل سليكات الماغنسيوم الصابونية المصقولة، أو الحجر الجيرى أو الفيانس ما بين 1 سم إلى 10 سم، كما يتراوح شكلها من الطبيعي إلى شبه الجعران ومن الخنفساء التي نقشت عليها الأجنحة نقشا واضحا إلى الجعران ذي رأس الكبش . وغالبا ما ينقش البطن أو الجانب المسطح للجعران إما بالكتابة أو بالرسوم تبعا للغرض المقصود من الجعران . فكثير من الجعارين كانت أختاما تحمل اسم الموظف وألقابه . ونقشت على بعضها الأمنيات مثل (عام سعيد لفلان) أو الأحكام الشائعة، مثل :(راحة البال خير من الغضب) و (آمون قوة الوحيد) وعدد كبير منها يحمل أسماء ملكية نقشت من أجل الصفات التي تعبر عنها، فيعبر الاسم الأول (من خبر رع) لتحوتمس الثالث ، ومعناه الحرفي (عسى أن يستمر رع في جلب الحياة) . واتخذ رمز الجعران في التعبير عن الدوام والاستمرارية على كثير من الأشياء الصغيرة حتى الحقبة المتأخرة.

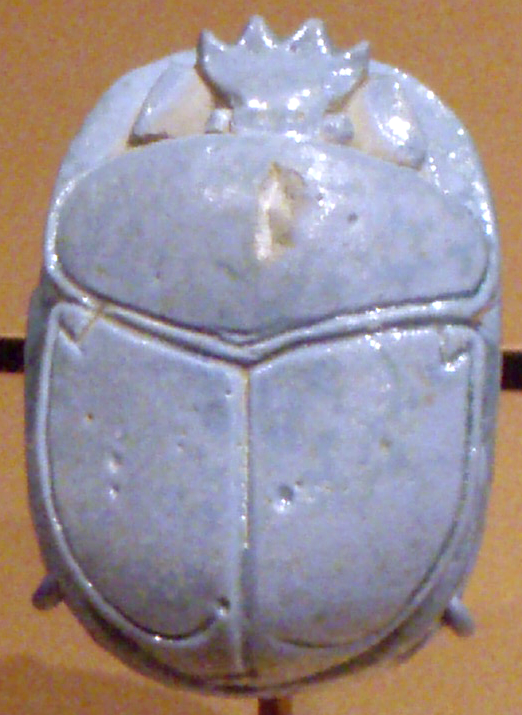
جعران زواج أمنحتب الثالث و «تيي» ، من الأسرة 18.

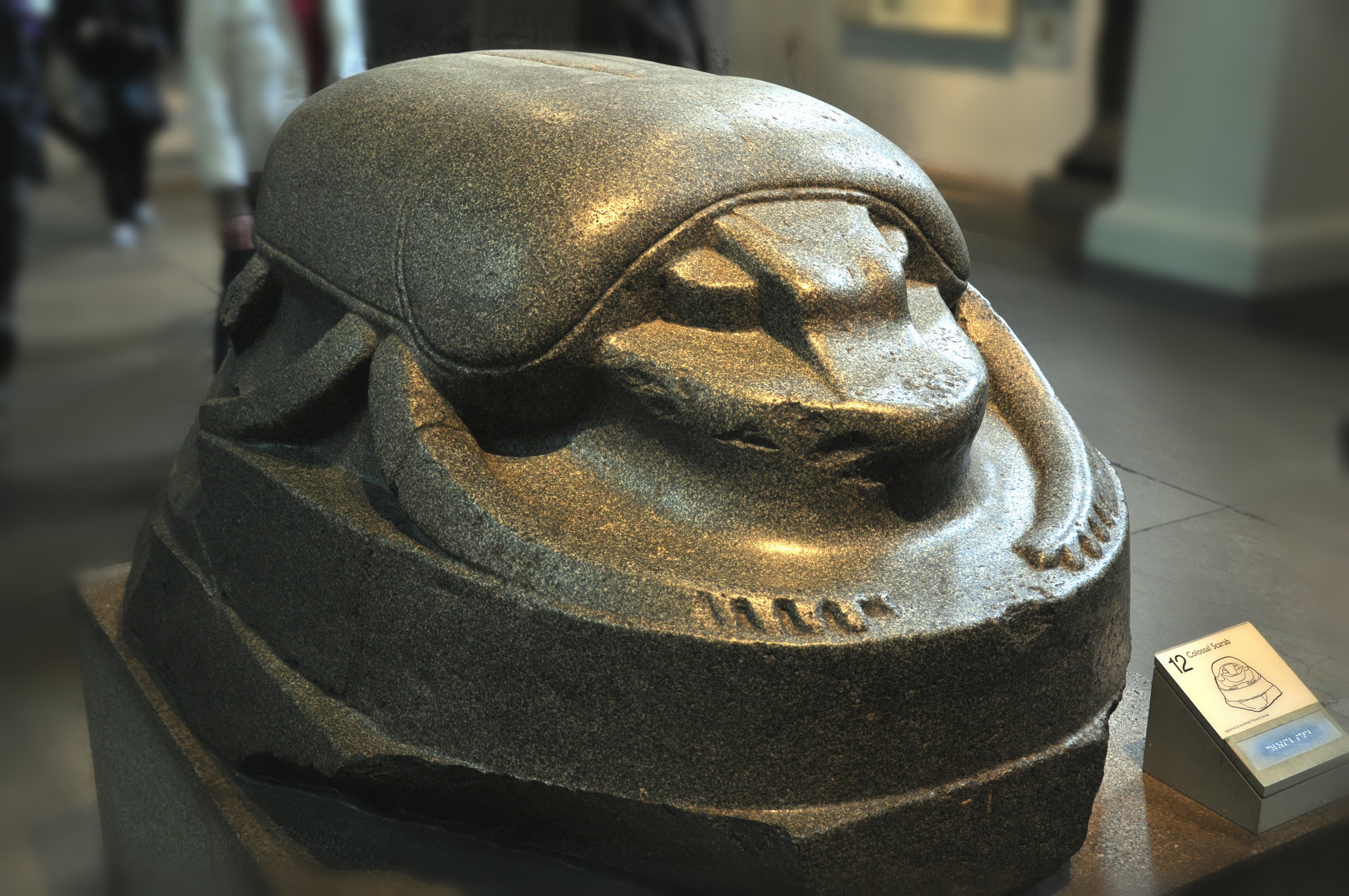
جعران من أكبر الجعارين يصل طوله إلى 5و1 متر من عهد البطالسة (300-30 قبل الميلاد) ، وجد في اسطنبول ، الآن في المتحف البريطاني.

أصدر قدماء المصريين الجعارين التاريخية بنفس الطريقة التي تصدر بها النياشين التذكارية . وتضم المجموعة الصغرى اسم الملك متبوعا باسم ولقب المهدى إليه ووظيفته، وتحمل المجموعة الكبرى على الجانب المسطح للجعارين الكبيرة أخبارا قصيرة بالإضافة إلى الأسماء.
والرسوم المنقوشة على الجعارين المزخرفة عديدة وتشمل الزخارف الزجزاجية والحلزونية، ورسوما أخرى تتضمن طلاسم واقية، كما تخفى أحيانا بعض الألغاز وصور الآلهة والملوك . وأحيانا تكون الرسوم عبارة عن مناظر حقيقية وحيوانات مقدسة.
كذلك يمكن تحديد تاريخ طبقة أرضية أثرية بواسطة الجعارين عند الإفتقار إلى أي دليل آخر . فإذا عثر على طبقة ما بها جعارين، استطاع الخبير أن يحل رموزها وأسرارها كما يفعل خبير النقود والنياشين القديمة، بذلك يتعرف على تاريخها . ومن الممتع حقا أن نستقرئ حياة مصر الاقتصادية والاجتماعية والدينية من الجعارين وحدها.
كان عدد كبير من جعارين القلب الكبير المصنوعة غالبا من الحجر الصلب أو من الفيانس وتحدها أجنحة الصقور طلاسم جنائزية خاصة، وإذ كانت توضع بين طيات أكفان الموتى أو ترصع بها الحلى الصدرية، فكثيرا ما كانت تنقش عليها الفقرة الثلاثون من كتاب الموتى التي يوضح بها السلوك المنتظر من القلب السحري أثناء احتفال وزن القلب : (أي قلبي، يا أوفى جزء من كياني لا تقف شاهدا ضدي أمام المحكمة....لأنك الإله الموجود في جسمي، وخالقي المحافظ على أعضائي).

## صور جعارين مكتوب عليها

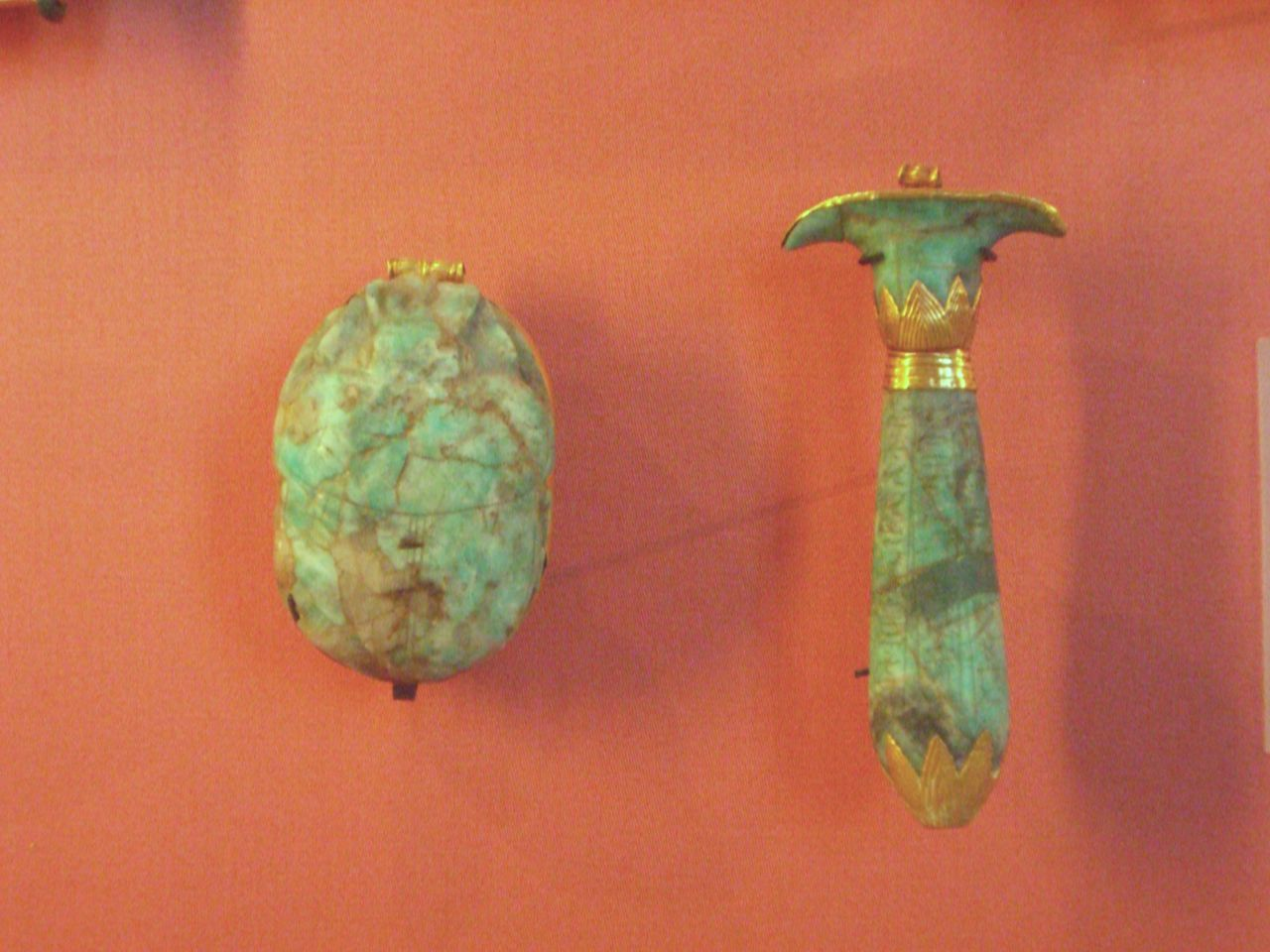
تمائم: جعران وعامود في شكل البردي.
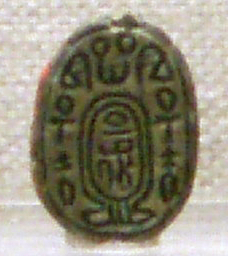
جعران مكتوب عليه خرطوش.
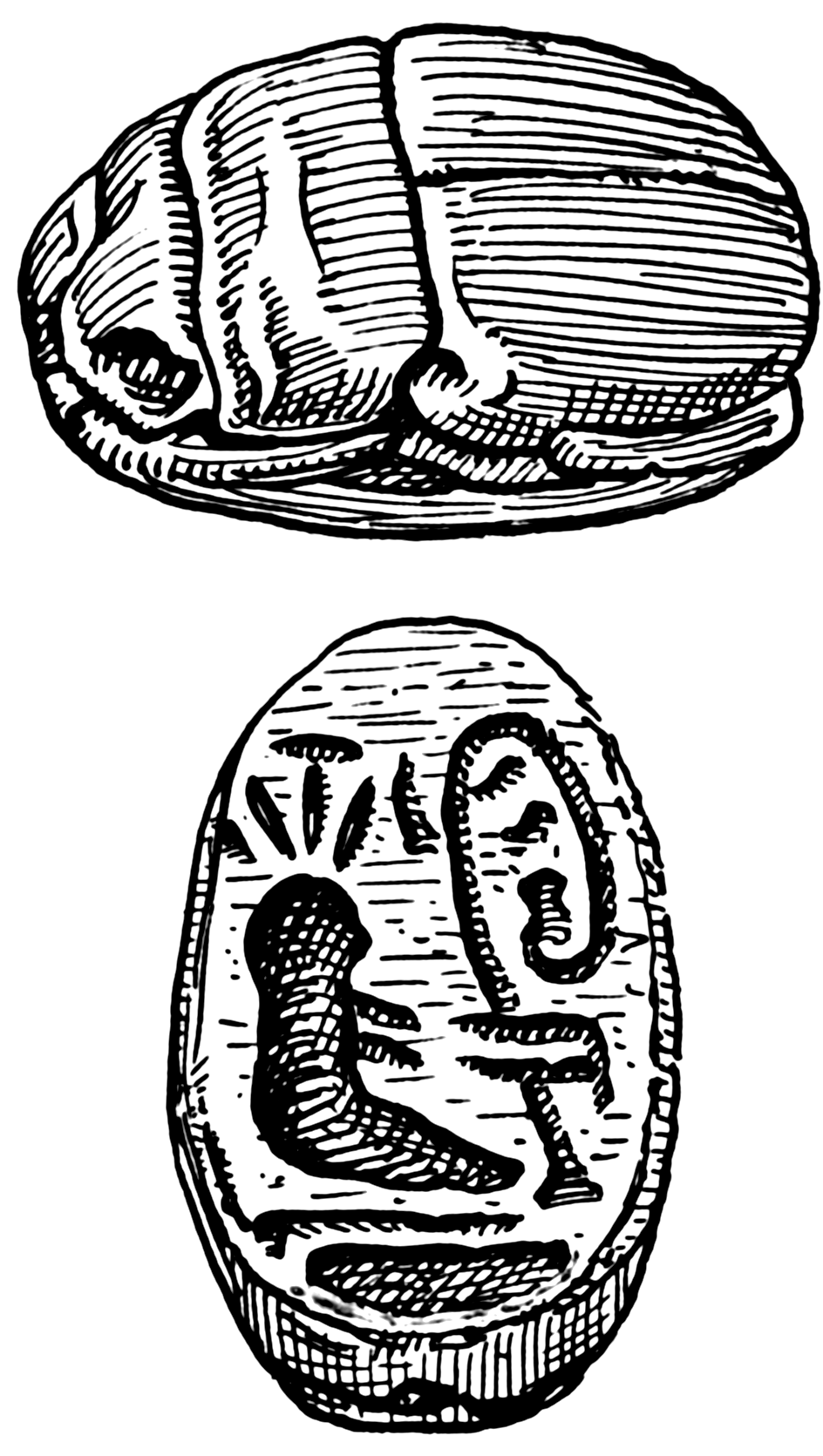
جعران مكتوب على مسطحه.
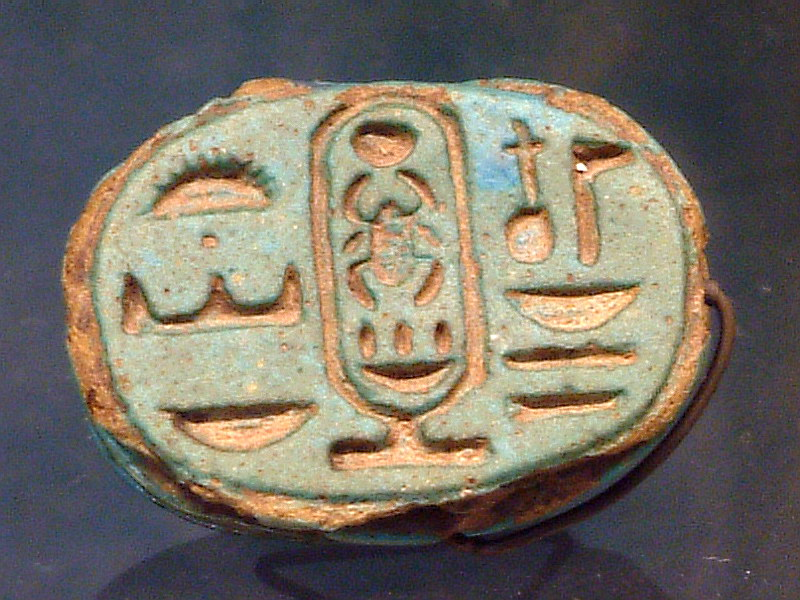
[[ختم في شكل خاتم وعليه خرطوش باسم توت عنخ آمون :الإله الحسن، سيد القطرين
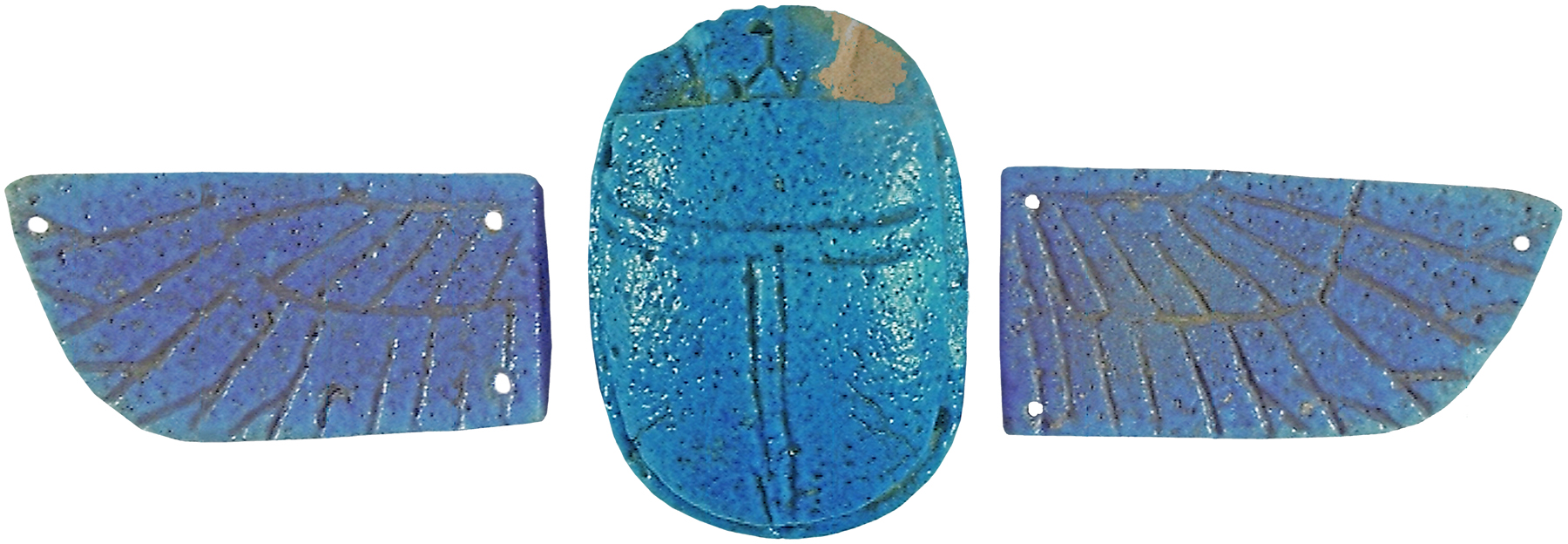
فاينس في شكل جعران مجنح ، جزء من قلادة .

## اقرأ أيضا
- مقبرة سن-نيجم
- مقبرة تحتمس الثالث
- وادي الملوك
- دير المدينة
- خادم في مكان الحقيقة
- أوشبتي
- فاينس
- صولجان واس